# Phillip Parker King
Phillip Parker King (Isla Norfolk, Australia, 13 de diciembre de 1791–Sídney, Australia, 26 de febrero de 1856) fue un oficial de la Marina Real Británica que alcanzó el grado de contraalmirante. Se distinguió como hidrógrafo y explorador. Entre 1817 y 1822 comandó una expedición hidrográfica a Australia y entre 1825 y 1830  una expedición a la parte meridional de América del Sur. Fue miembro de la Royal Society. Formó una numerosa familia con su esposa Harriet Lethbridge.

## Nacimiento - Primeros años de su carrera naval
Fue el hijo mayor del oficial de la Armada Real Británica y tercer gobernador de New South Wales comandante Philip Gidley King y de Anna Josepha Coombes. Nació en la isla Norfolk, Australia, el 13 de diciembre de 1791. Viajó con sus padres a Inglaterra en octubre de 1796 y cuando ellos regresaron a Australia, en 1799, el permaneció en Essex bajo la tuición del reverendo S. Burford. En 1802 ingresó a la Academia Naval de Portsmouth y en noviembre entró a la Marina Real Británica embarcándose en el HMS Diana. Nombrado guardiamarina, estuvo seis años navegando en el Mar del Norte, la Bahía de Vizcaya y el mar Mediterráneo, en 1810 fue nombrado oficial y en febrero de 1814 ascendió a teniente.

## Expedición hidrográfica a Australia

### Nombramiento, matrimonio y traslado
No hay antecedentes sobre como King aprendió hidrografía, pero se supone que debió ser mediante el comandante Matthew Flinders, que era amigo de su familia, y lo presentó ante el hidrógrafo del Almirantazgo comandante Thomas Hurd con quien debe haber estudiado.
En 1817 el gobierno británico determinó que era prioritario explorar la parte de la costa de Nueva Holanda que no había sido levantada por el difunto comandante Flinders, tarea para la cual designó al teniente King. Antes de partir hacia Australia, King se casó con Harriet Lethbridge.
Viajó a bordo del transporte Dick, nave arrendada para trasladar hasta New South Wales al Regimiento N° 48. En febrero de 1817 dejaron Gravesend, se detuvieron en Downs y finalmente dejaron Cork el 3 de abril de 1817 luego de haber embarcado las tropas. El 26 de mayo el Dick fondeó en Río de Janeiro donde permaneció una quincena para descanso y aprovisionamiento y el 3 de septiembre fondeó en Sídney, luego de un viaje sin contratiempos de treinta y dos semanas.

### Instrucciones y alistamiento
En Australia el Departamento de Colonias le compraría una nave y para ayudarlo en la mantención de los instrumentos de navegación y cronómetros se embarcaron con él Frederick Bedwell y John Septimus Roe dos jóvenes y entusiastas guardiamarinas. También se embarcó el botánico Allan Cunningham y el práctico local aborigen llamado Boongaree
El objetivo principal de la expedición era examinar las inexploradas costas de Nueva Gales del Sur, desde bahía Arnhem, cerca de la entrada oeste del golfo de Carpentaria, hacia el oeste y al sur tan lejos como West Cape Howe incluyendo las aberturas o profundas bahías llamadas golfo de Van Diemen y las islas llamadas Rosemary y las entradas que hubiesen detrás de ellas. El principal motivo del levantamiento era descubrir cualquier río en esa parte de la costa que los condujera hacia el interior de ese gran continente.
Debería tomar nota de la naturaleza general del clima, la dirección de las montañas, forma y apariencia de los animales, pájaros, peces, insectos, reptiles, vegetales, especialmente los medicinales y para carpintería; los nativos y las características de las distintas tribus; los minerales y otros metales preciosos o piedras, etc.
Para cumplir la comisión se compró en ₤2000 el cúter Mermaid de 84 toneladas burden, hecho de teca, que no tenía más de doce meses de construido y de las siguientes dimensiones: eslora: 17 metros, manga: 6 metros y calado a plena carga 3 metros. Tripulación: 19 hombres.

### Primer viaje a la costa norte
Por la época del año, en que el monzón del oeste soplaba sobre la parte del mar que separa las islas de Timor y Nueva Guinea de Australia, decidió navegar la ruta a través del estrecho de Bass y a lo largo de la costa sur del seno King George III para llegar al cabo North West del golfo de Carpentaria.
Zarpó de: Port Jackson el 22 de diciembre de 1817.
Visitó: Bahía Twofold, el estrecho Bass, el seno King George III y el cabo North West, levantó la costa entre isla Depuch y el archipiélago Dampier, examinó los arrecifes Rowley y el paso hacia la costa norte, levantó las islas Goulburn y las bahías Mountnorris y bahía Raffles, exploró puerto Essington, fondeó en bahía Popham, examinó el golfo Van Diemen, incluyendo las islas Sir George Hope y el río Alligator, levantó la costa norte de la isla Melville y del estrecho Apsley, hizo madera en puerto Hurd, navegó el estrecho Clarence y arribó a Timor. Regresó al cabo North West, recaló en islas Montebello y Barrow, navegó el estrecho Bass, arribó a Port Jackson el 29 de julio de 1818 fondeando en caleta Sídney.
Novedades: Perdió un ancla, se encontró con una flota malaya, fue atacado por los nativos en bahía Knocker, la tripulación fue atacada de disentería, un hombre murió.

### Viaje a Tasmania
En espera de la época apropiada para efectuar el segundo viaje a la costa norte aprovechó de reconocer la entrada de la bahía Macquarie que había sido descubierta recientemente en la costa occidental de Tasmania.
Zarpó de: Port Jackson el 24 de diciembre de 1818 
Visitó: Tasmania y examinó la entrada de bahía Macquarie, fondeó en caleta Pine para observar los árboles y recoger madera y en bahía Outer para aguada, pasó por Hobart Town y regresó a Port Jackson el 14 de febrero de 1819 fondeando en caleta Sídney.

### Segundo viaje a la costa norte
Zarpó de: Port Jackson el 8 de mayo de 1819.
Visitó: Puerto Macquarie y el río Hastings, entró a la barrera de arrecifes en Break-Sea Spit, descubrió bahía Rodd, visitó las islas Percy, navegó el paso Whitsunday y fondeó en bahía Cleveland donde hizo agua y madera, continuó examinando la costa este hasta el río Endeavour, fondeando en bahía Rockingham, isla Fitzroy, isla Snapper y bahía Weary.  Inspeccionó el río Endeavour, fondeó en el grupo Howick y en el grupo Flinder, exploró la bahía Princess Charlotte y las islas y arrecifes tan lejanos como cabo York, fondeando en viarias partes de la costa. Navegó a la altura de río Escape e isla Tortuga, rodeó el cabo York y atravesó el estrecho de Torres por la ruta de los Investigatores. Cruzó el golfo de Carpentaria y continuó con el levantamiento de la costa norte y de las islas Wessel, visitó bahía Castlereagh y las islas Crocodile. Descubrió y examinó el río Liverpool, recaló en la isla Goulburn por agua y madera. Pasó por el cabo Van Diemen, reasumió el levantamiento de la costa en las islas Vernon en el estrecho Clarence, pasó por bahía Paterson, isla Peron y bahía Anson. Descubrió el golfo Cambridge, pasó por isla Lacrosse. Ubica la costa hasta cabo Londonderry. Examinó la costa entre cabo Londonderry y el cabo Voltaire que contiene los levantamientos de las islas Sir Graham Moore, islas Eclipse, bahía Vansittart, golfp Admiralty y puerto Warrender. Se dirigió a Coepang, fondeó en bahía Zeeba, regresó a Port Jackson, arribó a caleta Sídney el 12 de enero de 1820
Novedades: Al comienzo del viaje fue acompañado por la Lady Nelson, un brig colonial. Perdió un bote. Cerca de río Escape casi se hundió el cúter, perdió un ancla. Fue atacado por los nativos en isla Goulburn. Murió un hombre de la tripulación.

### Tercer viaje a la costa norte
Zarpó de: Port Jackson el 14 de junio de 1820 pero tuvo que regresar por pérdida del bauprés y zarpó por segunda vez el 13 de julio de 1820, 
Visitó: Puerto Bowen, pasó a través de Northumberland y rodeó las islas Cumberland, fondeó en río Endeavour, visitó isla Lizard, cabo Flinders e isla Pelican, pasó por isla Haggerston, isla Sunday e isla Cairncross, pasó el cabo York, el estrecho Endeavour y fondeó en isla Booby. Cruzó el golfo de Carpentaria y fondeó en la isla sur Goulburn, reasumió el levantamiento de la costa en isla Cassini. Levantó seno Montagu, seno York, y puerto Prince Frederic, ríos Hunter y Roe, puerto Nelson y las islas Coronation. Examinó bahía Brunswick y el río Prince Regent. La nave continuó haciendo agua, pasó las rocas Tryal y la isla Cloates, navegó la costa oeste y sur, pasó por el estrecho Bass, arribó a bahía Botany y fondeó en Port Jackson el 9 de diciembre de 1820.
Novedades: Perdió el bauprés por lo que tuvo que regresar a Port Jackson. El cúter comenzó a hacer agua. Reparó el fondo del cúter. En el estrecho Bass se libró de naufragar.
Al término del tercer viaje se determinó que el Mermaid no podía continuar navegando por su mal estado. Por lo que se adquirió un nuevo navío, una balandra recién llegada de India, hecho de teca, de 170 toneladas de carga y recién reparado en Calcuta, se le puso por nombre HMS Bathurst. Tenía más espacio que el Mermaid y su tripulación era de 32 hombres.

### Cuarto viaje a la costa norte
Zarpó de: Port Jackson el 26 de mayo de 1821.
Visitó: Breaksea Spit y se dirigió a la costa este, fondeó en el cabo Grafton, islas Hope e isla Lizard. Continuó al cabo Flinders, fondeó en bahía Margaret y en isla Cairncross. Pasó a través del estrecho Torres y visitó la isla Goulburn, continuó desde el cabo Van Diemen a bahía Careening, visitó y examinó el río Prince Regent, fondeó en bahía Halfway, exploró Munster Water y bahía Hanover. Navegó hasta puerto George IV, visitó isla Red, bahía Camden, el archipiélago Buccaneer, bahía Cygnet, cabo Leveque. Examinó la costa hasta cabo Latouche Treville. Se dirigió a Mauricio recalando en Port Louis para reparaciones. Navegó hasta la costa sur oeste de New Holland, fondeó en el seno King George III. Fondeó en isla Rottnest y examinó la costa norte de ella, cabo Leschenault, isla Lancelin, bahía Jurien, Red Point, fondeó en la entrada de bahía Shark, examinó la costa hasta cabo North West, pasó por isla Barrow, islas Montebello, bajos Rowley, cabo Leveque. Examinó y describió bahía Cygnet, visitó isla Adele y regresó a Port Jackson el 25 de abril de 1822 después de 344 días. 
Novedades: Se descubrió un polizonte, una niña enamorada de uno de los marineros. Visitó los restos del naufragio del Frederick. Perdió sus anclas. El 27 de julio de 1821 fue ascendido a comandante.

### Viaje de regreso a Inglaterra
Recibió orden del Almirantazgo de regresar a Inglaterra con el HMS Bathurst por lo que zarpó de Port Jackson el 25 de septiembre de 1822
Efectuó trabajos en el seno King George III, y luego navegó hacia el cabo de Buena Esperanza, fondeó en bahía Simon el 9 de febrero de 1823, cruzó el Atlántico tocando Santa Helena y Ascensión, cruzó la línea del Ecuador en longitud 22° 06' O y el 23 de abril de 1823 fondeó en Plymouth, luego de una ausencia de más de seis años. Su salud estaba resentida.

## En Inglaterra
King fue reconocido como uno de los principales hidrógrafos de la Armada y en febrero de 1824 fue nombrado miembro de la Royal Society.
En Londres, en 1826, publicó los dos volúmenes de su “Narrative of a Survey of the Intertropical and Western Coasts of Australia. Performed Between the Years 1818-1822 por el comandante Phillip P. King R.N, F.R.S, F.L.S." ilustrado con dibujos hechos por él.

## Expedición a las costas meridionales de Sud América
En 1825 el Almirantazgo británico ordenó que dos naves fueran preparadas para inspeccionar las costas meridionales de Sud América. En mayo de 1826 el HMS “Adventure” y el HMS “Beagle” estuvieron listos para cumplir la comisión.
El HMS “Adventure” era un velero de 330 toneladas de arqueo, 32,2 metros de eslora, 7,9 metros de manga, no tenía cañones, excepto uno de saludo y una dotación de 76 hombres. Fue puesto bajo el mando del Comandante Phillip Parker King quién además tenía el cargo de Comandante en Jefe de la expedición.
El HMS “Beagle” era un velero pequeño de 235 toneladas de arqueo, 27,5 metros de eslora, 7,5 metros de manga, aparejado como una barca, poseía seis cañones y una dotación de 63 hombres. Su comandante era Pringle Stokes.
Las naves zarparon de Plymouth el 22 de mayo de 1826. Visitaron: Madeira, Tenerife , Saint Jago, y Río de Janeiro puerto en el que fondearon el 10 de agosto del mismo año. El 2 de octubre prosiguieron hacia el Río de la Plata. El 19 de noviembre continuaron hacia el sur arribando a la entrada del estrecho de Magallanes el 20 de diciembre de 1826. En los primeros días de enero de 1827 fondearon en puerto del Hambre, lugar que Parker King escogió como puerto base de la expedición. Las naves cada cierto tiempo regresaron a Río de Janeiro para descanso, aprovisionamiento y reparaciones.  En 1827 el Beagle rescató en bahía Furia a los náufragos del ballenero Saxe Coburg. En diciembre de 1827 el Almirantazgo autorizó a King que comprara una embarcación para los trabajos de la expedición. En Montevideo adquirió una goleta a la que bautizó como “Adelaide”.
Bajo la dirección atenta del comandante King, el Adventure, el Beagle y el Adelaide realizaron en cuatro años, hasta fines de 1830, una tarea sin parangón en la historia marítima de la América meridional, prácticamente levantaron todos los canales, pasos, bahías y senos que se extienden desde el golfo de Penas hasta el cabo de Hornos, es por esto que al leer cualquier carta náutica de esos lugares, la infinidad de topónimos ingleses que en ellas figuran nos cuentan de su estada en esos lugares. Si se comparan las cartas de la región austral de América que existían a comienzos del siglo XIX con la carta publicada en 1939 por el Almirantazgo británico se podrá apreciar el trabajo efectuado por esta expedición.
El 12 de agosto de 1828 el comandante Pringle Stokes falleció. Parker King nombró en su reemplazo al teniente W.G. Skyring, segundo comandante del “Beagle”, pero en noviembre de 1828 el Comandante en Jefe de la Estación Naval Sudamericana en Río de Janeiro, nombró como comandante en propiedad del “Beagle” al teniente Robert Fitz Roy, que se desempeñaba hasta ese momento como su Ayudante de Órdenes. Durante los años que duró esta expedición varios marinos murieron debido a las inclemencias del tiempo en que debieron trabajar.
En esta expedición el comandante Fitz Roy del Beagle, tomó cuatro rehenes fueguinos, tres kawésqar y un yámana, los que llevó hasta Inglaterra con el propósito de civilizarlos, enseñarles el idioma inglés y los principios del cristianismo y posteriormente traerlos de regreso a su tierra.
En junio de 1829 King llegó con el Adventure hasta Valparaíso, viajó a Santiago y tuvo una audiencia con el General Pinto en esa época Director Supremo de Chile.
El 6 de agosto de 1830 el HMS Beagle y el HMS Adventure zarparon de Río de Janeiro hacia Inglaterra fondeando el 14 de octubre del mismo año en Plymouth. Al término de la comisión Parker King había sido ascendido a capitán de navío y nuevamente su salud estaba resentida, por lo que pidió su retiro de la Armada.

## Residencia en Australia
En 1832 a bordo del Brothers llegó a Sídney para establecerse en las tierras que poseía en la ciudad. Ese mismo año había publicado sus "Sailing Directions to the Coasts of Eastern and Western Patagonia, and the Straits of Magellan and the Sea-Coast of Tierra del Fuego. Su diario del levantamiento de Sud América fue incluido en las "Narrative of the Surveying Voyages of His Majesty's Ships, Adventure and Beagle … 3 vols (London, 1839), editados por el comandante Fitz Roy con su autorización.
En febrero de 1839 fue designado miembro del Consejo Legislativo de New South Wales y al poco tiempo fue designado comisionado residente de la compañía Australian Agricultural.
En octubre de 1846 la Secretaría de Estado para las colonias lo comisionó para inspeccionar el observatorio de Parramatta. En 1837 efectuó una expedición al río Murrumbidgee y registró sus observaciones. En diciembre de 1838 y enero de 1839 visitó Nueva Zelanda y la isla de Norfolk a bordo del Pelorus. En 1843 efectuó un levantamiento en puerto Stephens. Publicó artículos en las revistas Nautical Magazine y Zoological Journal. En 1844 fue seleccionado entre las dicecinueve personas elegibles para recibir la medalla al mérito.
En noviembre de 1854 King estaba muy enfermo. En 1855 fue ascendido a contralmirante. El 26 de febrero de 1856 fue a cenar a bordo del Juno invitado por su comandante, se sintió mal y al regresar a su casa murió de un ataque de apoplejía. Su viuda murió en Ashfield, Sídney el 19 de diciembre de 1874. Ambos están enterrados en el frontis de una pequeña iglesia, Santa María Magdalena, ubicada cerca de su residencia, en Sídney, South Creek cerca de Parramatta.

## Legado
King fue el primero y por años el único nacido en Australia en alcanzar prestigio en el mundo fuera de las colonias. Fue reconocido como experto marino, infatigable explorador y acucioso investigador e hidrógrafo como lo atestiguan sus detallados Diarios de viaje.